# Tombe du Baron
La tombe du Baron (en italien Tomba del Barone)  est l'une des  tombes étrusques peintes de la nécropole de Monterozzi, proche de la ville de Tarquinia.

## Description

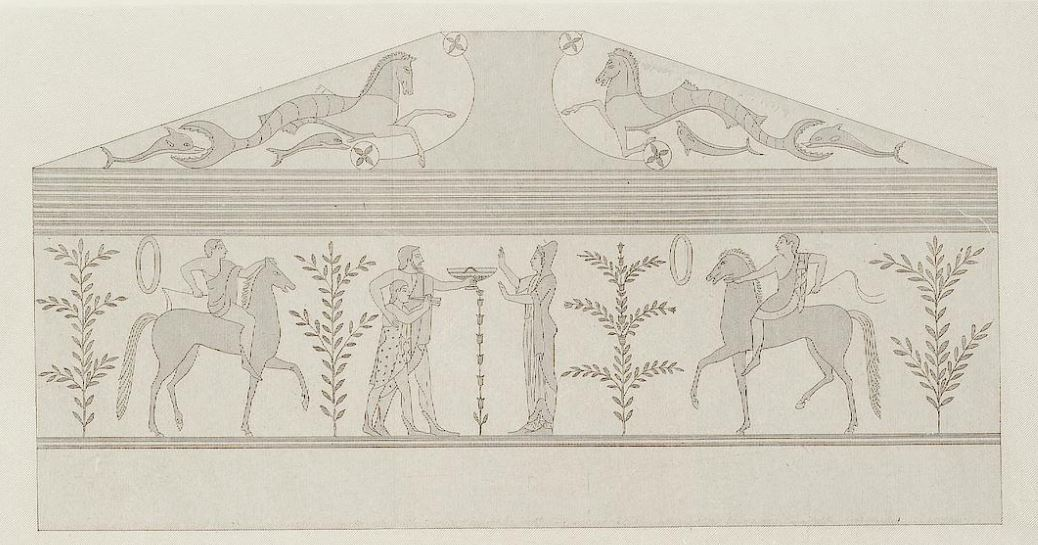
Pents dans le tombe

Cette tombe a camera (chambre funéraire à voûte en toit à deux pentes, et poutre centrale simulée en terracotta, de 4,55 m × 3,88 × 2,38 de hauteur), qui date du VIe siècle av. J.-C., doit son nom au baron Otto Magnus von Stackelberg qui en 1827 participa à sa découverte. 
Les figures représentées sont distribuées symétriquement avec  sur le mur de face, trois personnages : une  femme séparée par un arbrisseau d'un homme barbu qui tient le bras d'un jeune flûtiste ; Sur le mur de droite, un groupe de deux jeunes hommes avec des chevaux tenus par la bride. 
Plusieurs interprétations iconographiques, oscillant entre deux pôles, mythologique (Dioscures, Dionysos, Sémélé, Hélène...) et profane (le commanditaire est un homme, une femme, entouré(e) de sa famille), ont été publiées sur ces fresques « probablement métaphoriques, juxtaposant plusieurs images-symboles indépendantes, sans qu'elles soient reliées par un fil narratif. »
Dans son roman Les petits chevaux de Tarquinia, publié en 1953, Marguerite Duras évoque les peintures de la tombe du Baron. 